# Jiří Rusnok
Jiří Rusnok (Ostrava, Checoslováquia, 16 de outubro de 1960) é um economista e político checo que serviu como primeiro-ministro da República Checa por um breve período entre 2013 e 2014, sucedendo Petr Nečas e sendo sucedido no cargo por Bohuslav Sobotka. Antes disso, compôs os gabinetes ministeriais dos governos sociais-democratas liderados pelos ex-primeiros-ministros Miloš Zeman e Vladimír Špidla, atuando primeiramente como ministro das Finanças entre 2001 e 2002 e depois como ministro de Indústria e Comércio entre 2002 e 2003. Antes filiado ao Partido Social-Democrata Tcheco (ČSSD), desfiliou-se do partido em 2010 e desde então tornou-se um político independente.
Após seu breve governo de unidade nacional que chegou ao poder após a renúncia de Petr Nečas, líder do Partido Democrático Cívico (ODS), à chefia de governo em 2013, assumiu como o 6.º presidente do Banco Nacional Checo, cargo que ocupou de 2016 a 2022.